# Associació Sueca de Futbol
L'Associació Sueca de Futbol (suec: Svenska Fotbollförbundet, SvFF) dirigeix el futbol a Suècia. És l'encarregada d'organitzar la Lliga sueca de futbol, les lligues amateurs, la Copa sueca de futbol i la Selecció de futbol de Suècia. Té la seu a Solna. Va ser fundada el 1904 i fou membre fundador de la FIFA el mateix any.
L'Associació Sueca de Futbol va ser fundada el 18 de desembre de 1904. El primer campionat nacional de futbol suec es va jugar el 1896, però va ser 7 anys més tard, el 1903, que es va formar la Confederació Esportiva Sueca (Riksidrottsförbundet) que fou la precursora de la Svenska Fotbollförbundet. La nova organització tenia una secció de futbol i hoquei (hoquei era el terme per a bandy en aquell moment i no hoquei sobre gel o hoquei herba). El 1904 Suècia va ser una de les 7 nacions que van fundar la FIFA. L'any 2009 hi havia 3.359 clubs afiliats a l'Associació Sueca de Futbol amb un total de més d'un milió de socis, dels quals uns 500.000 eren jugadors en actiu. En conjunt, representaven gairebé un terç del total d'activitats del moviment esportiu suec.

## Competicions
L'Associació Sueca és responsable d'organitzar les següents competicions:
Lliga masculina
- Allsvenskan (nivell 1)
- Superettan (nivell 2)
- Division 1 (nivell 3)
- Division 2 (nivell 4)
- Division 3 (nivell 5)

Lliga femenina
- Damallsvenskan (nivell 1)
- Elitettan (nivell 2)
- Division 1 (nivell 3)
- Division 2 (nivell 4)

Copes
- Svenska Cupen – masculina
- Svenska Cupen – femenina

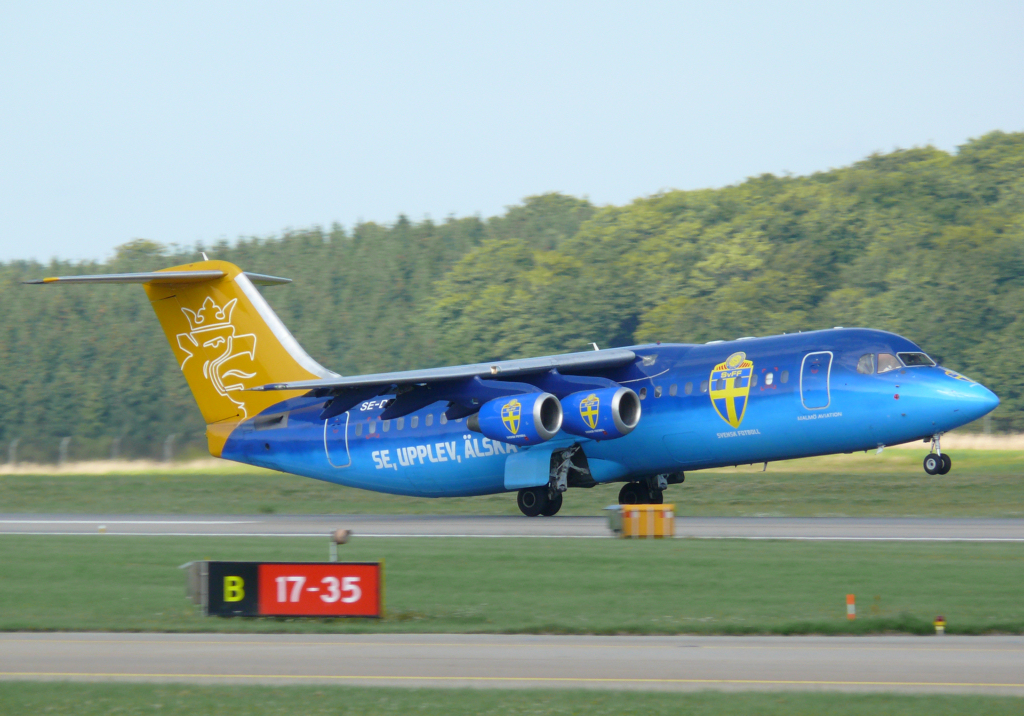
Avió amb el logo de la federació sueca.
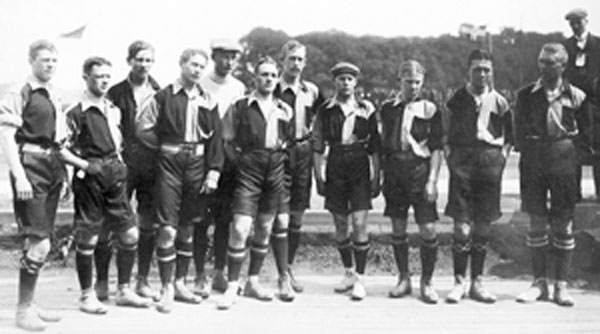
Primera selecció de Suècia formada per: d'esquerra a dreta Thor Ericsson, Gustaf Bergström, Karl Gustafsson, Nils Andersson, Ove Ericsson, Thodde Malm, Erik Börjesson, Kalle Ansén, Sven Olsson, Erik Bergström i Hans Lindman (1908).